# St.-Nikolaus-Kathedrale (Wjatskije Poljany)

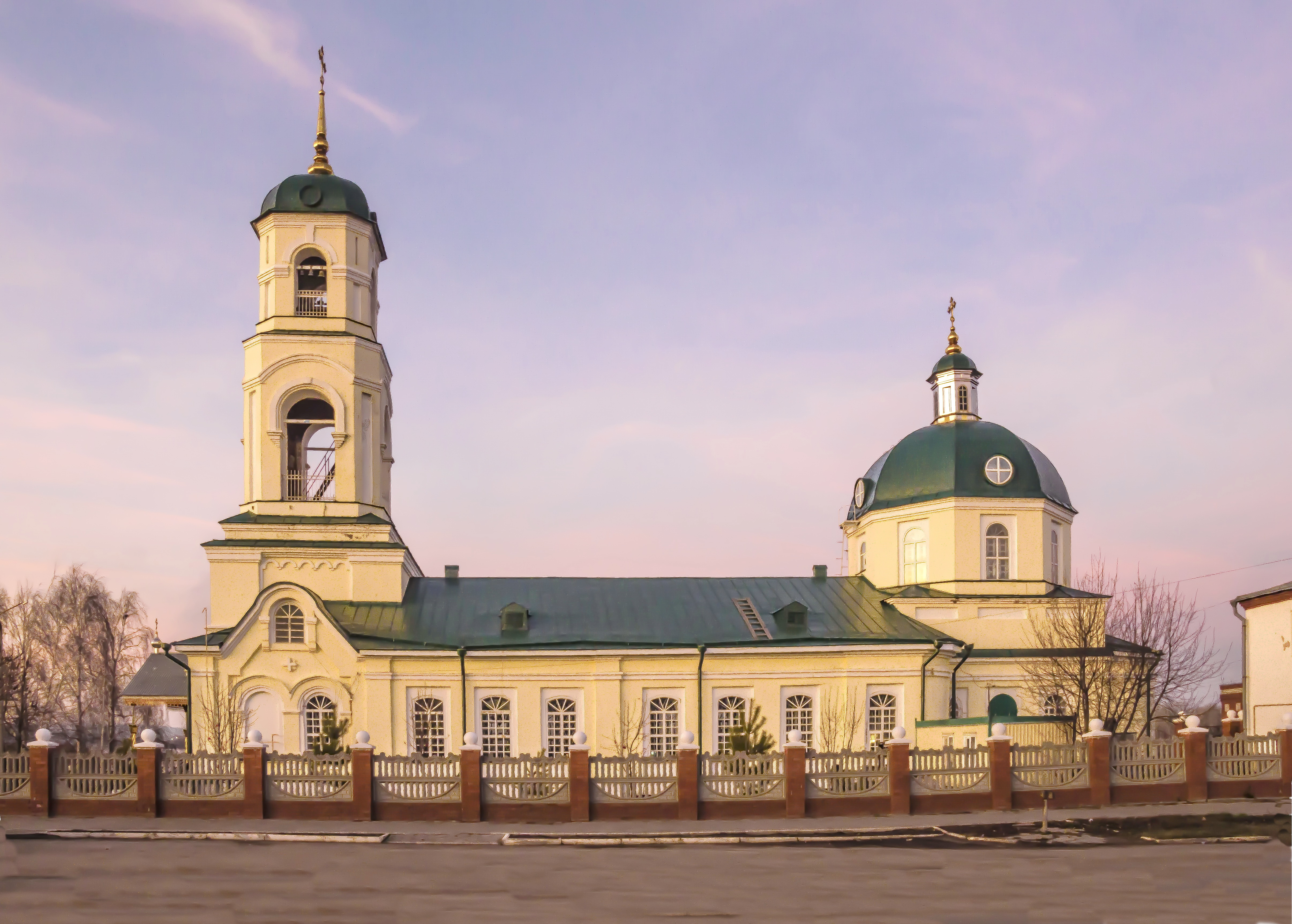
St.-Nikolaus-Kathedrale in Wjatskije Poljany

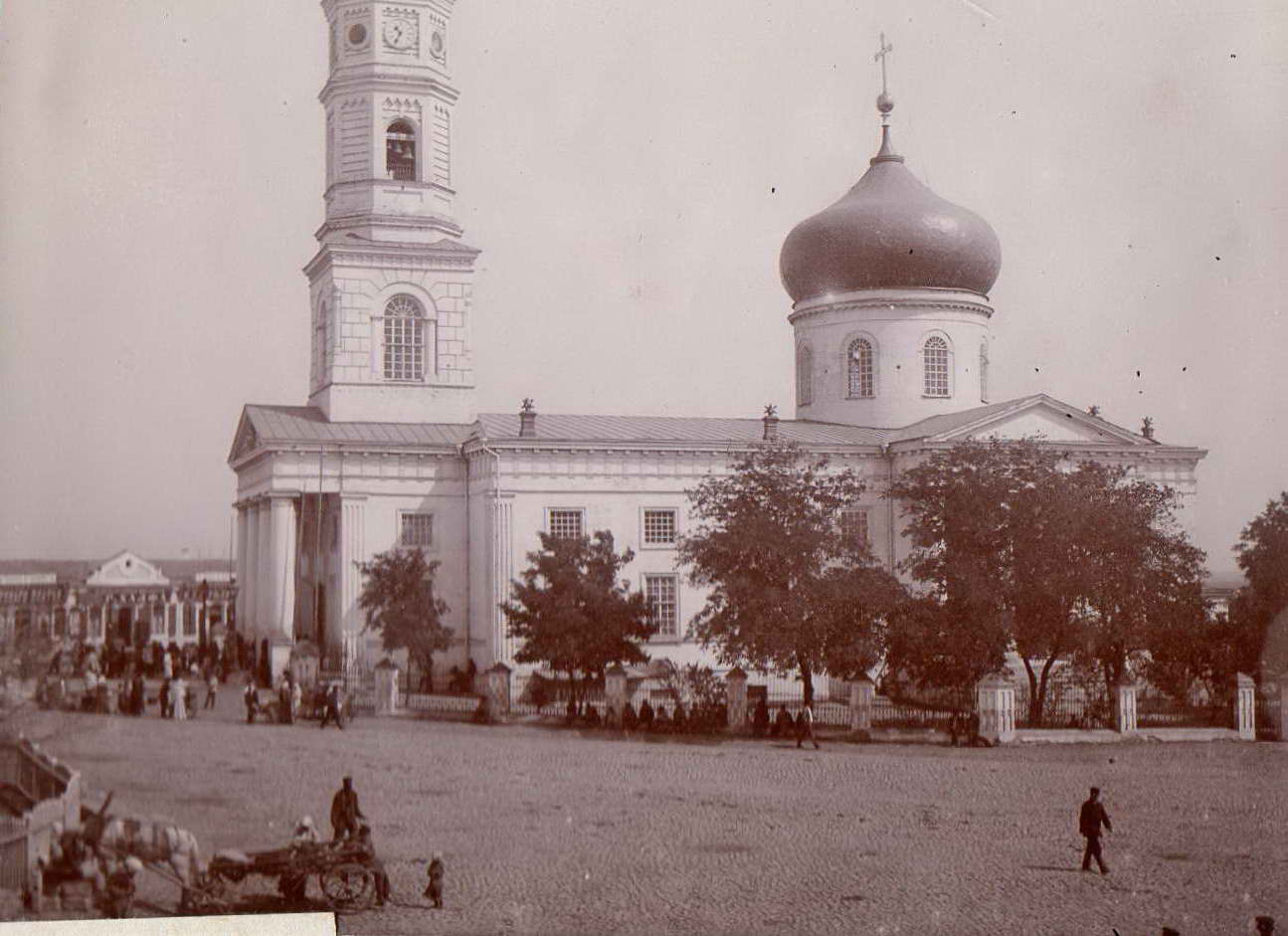
Kathedrale des heiligen Charalambos in Mariupol

Die Kathedrale des heiligen Nikolaus (russisch Никольский собор Вятские Поляны) befindet sich an der Uliza Lenina, 27 in Wjatskije Poljany in der Oblast Kirow (Russland). Sie ist ein Baudenkmal von regionaler Bedeutung.

## Geschichte
Das Dorf Wjatskije Poljany entstand um das russisch-orthodoxe Roschdestwenski-Kloster, welches von 1599 bis 1764 existierte. Es war ein hölzernes Kloster mit zwei Kirchen. Die Nikolaus-Kirche wurde im Jahr 1595, spätestens Anfang 1596 durch den Mönch Trifon Wjatskij (russisch Трифон Вятский) gegründet, der heute als Heiliger verehrt wird. Am 19. März 1615 ist neben dieser St.-Nikolaus-Kirche, die den Laien dient, auch eine Geburt-Christi-Kirche für die Mönchsbrüder nachweisbar. 1783 wurde anstelle der abgebrannten St.-Nikolaus-Kirche ein Neubau aus Holz erstellt und am 21. Juli 1784 geweiht. Im Jahr 1791 wechselte das Dorf von der Kasaner Diözese in die von Diözese von Wjatka. Diese Winterkirche war schon bald baufällig, so dass am 14. Mai 1818 die Baugenehmigung für eine neue Steinkirche mit den Altären der Epiphania und des Elias erfolgte.
Im Jahr 1826 begann der Bau der St.-Nikolaus-Kirche aus Stein und am 6. Dezember 1839 erfolgte die Weihe des Altars für den heiligen Nikolaus, 1842 die Weihe des Altars für den heiligen Elias. Am 9. Juli 1862 gab es einen großen Brand im Dorf, der große Schäden am Kirchengebäude anrichtete. 1894 erfolgte die Erweiterung des Kirchenbaus mit dem Anbau eines neuen Glockenturms. 1908 erhielt die Kirche einen dritten Altar. Im Gegensatz zu Nikolaus und Elias gehörte dieser Epiphania-Altar zur Winterkirche. In den Jahren von 1915 bis 1917 wurde auf Kosten des Kaufmanns Michail Alexejewitsch Saizew (russisch: Михаила Алексеевича Зайцева) die Innenausstattung der St.-Nikolaus-Kirche erweitert, erneuert und ergänzt. So wurde unter anderem die Ikonostase vergoldet.
Im Zuge der antireligiösen Politik der Sowjetunion wurde die Kirche 1930 geschlossen und profaniert. Zunächst diente das profanierte Gotteshaus bis 1931 als Volkshaus (russisch Народный дом), dann – bis 1973 – als Kino Progress. Die Kuppel wurde vermutlich 1961 zerstört. Zeitweise war das Kirchenschiff ein Lagerhaus und vom Glockenturm konnte man mit einem Fallschirm springen. Der Kirchhof diente als Tanzfläche. Später fungiert es noch als Garage und Archiv. Seit 1973 stand der Sakralbau leer, da er wegen Baufälligkeit geschlossen worden war. Im Zuge der Perestroika konnte sich die Gemeinde wieder bilden. Sie erhielt am 11. November 1987 wieder einen Vorstand und entschied sich gegen die Übernahme anderer angebotener Gebäude und sanierte die alte Kirche in den Jahren von 1988 bis 1989. Neue Glocken wurden mit einer Spendensammlung finanziert. Der Erzbischof von Wjatka und Slobodskoi erhob die Kirche zur Kathedrale. Die Kuppel des Glockenturms wurde 1990 wiederhergestellt. Die Hauptkuppel der Kirche folgte 1991.
Die Kirche wurde nach dem Vorbild der Kathedrale des Heiligen Charalambos in Mariupol erbaut. Sie ist das höchste Gebäude in Wjatskije Poljany in der Oblast Kirow.